# 麵包超人：玻露的泡泡球
肥皂泡噗噜（それいけあんぱんまん しゃぼんだまのぷるん），或玻露的泡泡球，是面包超人的第19个电影作品，在2007年7月14日公開上映。由曼迪传播发行。

## 登場人物
面包超人：户田惠子
细菌人：中尾隆圣
噗噜：水野真纪

## 基本信息
- 制片：仓内贵也、柳内一彦
- 导演：矢野博之
- 编剧：米村正二
- 配乐：近藤浩章
- 导演：矢野博之
- 编剧：金春智子
- 原作：柳濑嵩